# Marienschule Fulda
Die Marienschule Fulda ist eine private, von der Stiftung Marienschule in freier katholischer Trägerschaft getragene Bildungseinrichtung für Mädchen in Fulda. Sie umfasst ein Gymnasium (G9) mit Realschulzweig, eine Kindertagesstätte, eine Berufsfachschule für Sozialsassistenz und eine Fachschule für Sozialpädagogik.

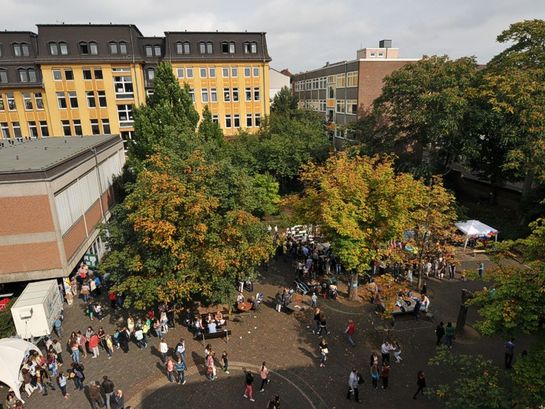
Schulhof der Marienschule mit Haus Lioba (links), Turnhalle (links vorne) und Haus Maria Ward (rechts)

## Pädagogische Grundkonzeption
Die Marienschule Fulda ist eine auf dem christlichen Glauben gründende Mädchenschule. Sie orientiert sich in ihrem Schulleben an den Wertvorstellungen von Mary Ward. Das Fundament der Bildungs- und Erziehungsziele sind die Prinzipien der christlichen Soziallehre: Personalität – Solidarität – Subsidiarität.

## Bildungsangebot

### Allgemeines
Das Gymnasium sowie den Realschulzweig besuchen insgesamt rund 900 Schülerinnen, die von ca. 80 Lehrern und Lehrerinnen und etwa zehn Lehrkräften im Vorbereitungsdienst unterrichtet werden.

### Gymnasium
Das Gymnasium umfasst die Jahrgangsstufen 5 bis 13 im G9-Bildungsgang und bietet eine vollständige gymnasiale Oberstufe an. Die Schule bietet hierbei neben Englisch als verpflichtender erster Fremdsprache ab Klasse 5 die Sprachen Französisch, Spanisch und Latein als zweite Fremdsprachen ab der Klasse 7. Die nicht gewählten Sprachen können dann in Klasse 9 als dritte Fremdsprache gewählt werden. Zudem können die Schülerinnen ab Jahrgangsstufe 9 im Rahmen des Wahlpflichtunterrichts neben der 3. Fremdsprache wahlweise Politik und Wirtschaft bilingual, Informatik oder Naturwissenschaftliche Übungen belegen.

### Realschule
Seit dem Schuljahr 2013/2014 verfügt die Marienschule über einen eigenständigen sechsjährigen Realschulzweig der Jahrgangsstufen 5 bis 10, der zur Mittleren Reife führt. Als zweite Fremdsprache wird in der Realschule Französisch oder Spanisch ab Klasse 7 angeboten. Der Realschulzweig ergänzt das Bildungsangebot um eine Alternative für Mädchen mit Realschulempfehlung und ermöglicht nach Abschluss der Klasse 10 den Übergang auf eine gymnasiale Oberstufe.

### Fachschule für Sozialpädagogik/Höhere Berufsfachschule für Sozialassistenz
Die Fachschule und die Berufsfachschule der Marienschule wurden im Jahre 1964 gegründet und feierten im Jahre 2014 ihr 50-jähriges Bestehen. Die Ausbildung zur Erzieherin gliedert sich in einen zweijährigen theoretischen und einen einjährigen praktischen Teil. Mit der staatlichen Prüfung wird die Berufsbezeichnung „Kindergärtnerin und Hortnerin“ verliehen.
Die Berufsfachschule für Sozialassistenz umfasst etwa 50 Schülerinnen und 25 Erzieherinnen im Anerkennungsjahr und die Fachschule für Sozialpädagogik hat rund 55 Studierende.

### Arbeitsgemeinschaften
Auf freiwilliger Basis können über die verschiedenen Schulformen hinweg AGs aus den Bereichen Musik (Chor, Gitarrenensemble, Streichorchester, Bläserensemble, Flötenensemble etc.), Sport (Tanz, Cheerleading), Kunst (Näh-AG), Religion (J-GCL) sowie dem Schulsanitätsdienst und der Öffentlichkeitsarbeit belegt werden.

## Geschichte

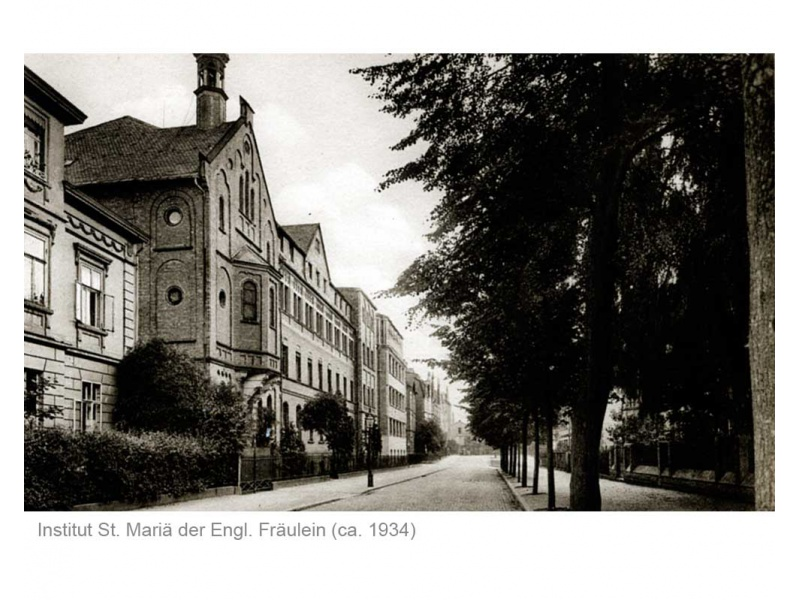
Institut St. Mariä der Englischen Fräulein von 1934

Ihre Gründung geht auf die „Maria-Ward-Schwestern“ zurück, welche, begleitet vom Hofkaplan der Kurfürstin von Bayern, aus München kommend am 1. September 1733 in Fulda Einzug hielten. Ihr erstes Domizil hatten die Englischen Fräulein zunächst inmitten des Häuserblocks Buttermarkt, Schweinemarkt, Heilegaß und Kasernengäßchen, wo sie die Marienschule als Institut der Englischen Fräulein mit 146 Schülerinnen ins Leben riefen und zwei Jahre später das Pensionat mit anfangs 13 Mädchen eröffneten. Ihre Bildungsarbeit, die Mädchen im Rechnen, Lesen, Musik, in feinen Handarbeiten und Fremdsprachen – vor allem Latein – zu unterrichten, war mit der Glaubensunterweisung eng verbunden.
Zweimal gab es zwangsweise Unterbrechungen in der schulischen Tätigkeit. Während des sogenannten Kulturkampfs von 1877 bis 1888 mussten Schule und Internat geschlossen werden und die Schwestern nach Ungarn emigrieren. Nach Rückkunft der Englischen Fräulein kauften sie an der Ecke Lindenstraße/Nikolausstraße ein Gartengelände und ließen nach Plänen von Baumeister Rühl ein neues Klostergebäude errichten, das im Herbst 1890 bezogen wurde. Auch während der NS-Herrschaft wurde 1938 die Schließung der Schule angeordnet. Doch wenige Monate nach dem Ende des Zweiten Weltkrieges konnte am 15. Oktober 1945 der Unterricht mit fast 600 Schülerinnen wieder aufgenommen werden. Da es an Schwesternnachwuchs mangelte und um die Zukunft der Schule dennoch zu sichern, wurde am 1. Januar 1997 die "Stiftung Marienschule Fulda" errichtet.
Zum Ende des Schuljahres 2014/2015 wurden nach dem Beschluss der Provinzialverwaltung des Maria-Ward-Ordens, die Filiale in Fulda zu schließen, die letzten drei in der Schule lebenden und arbeitenden Schwestern verabschiedet. Somit endete nach über 282 Jahren die Präsenz der Maria-Ward-Schwestern in Fulda.

## Schüleraustausche
- Sprachreise nach Poole, England
- Austausch mit Flers, Frankreich
- Austausch mit Mauritius
- Austausch mit den USA
- Austausch mit Peru
- Austausch mit Polen